# Wapen van Rijnwaarden
Het wapen van Rijnwaarden toont deels het wapen van de voormalige gemeente Herwen en Aerdt, minus het kwartier van Rossum, op deze plaats werden drie dakpannen geplaatst, afkomstig van het wapen van Pannerden. De omschrijving luidt:

"Gedeeld; I in goud een gekanteelde burcht van keel geopend en verlicht van het veld, en voor de deuropening een slagboom van zilver; II doorsneden; a in zilver 3 dakpannen van keel; b gedwarsbalkt van 10 stukken van zilver en azuur, en over alles heen een leeuw van keel, gekroond van goud. Het schild gedekt met een gouden kroon van 3 bladeren en 2 parels."

## Geschiedenis
Met ingang van 1 januari 1985 werden de gemeenten Pannerden en Herwen en Aerdt opgeheven en samengevoegd tot een nieuwe gemeente Rijnwaarden. Er moest een nieuw wapen worden ontworpen. Met de wijziging verdween uit het Wapen van Herwen en Aerdt het kwartier met de papegaaien, het wapen van Rossum. In het vrijgekomen kwartier werden drie losse dakpannen afkomstig van het wapen van Pannerden geplaatst. De overige kwartieren werden behouden. De toren is het oude wapen van Herwen en Aerdt dat oorspronkelijke een wapen was van een schuttersgilde uit Lobith, zonder het hekje ervoor. Dat hekje werd toegevoegd op advies van de Hoge Raad van Adel ten tijde van de wapenaanvraag voor de voormalige gemeente Herwen en Aerdt. De leeuw is het familiewapen van Van der Horst. Het schild is gedekt met een gravenkroon. Op 12 oktober 1988 werd bij Koninklijk besluit het wapen verleend aan de gemeente. Op 1 januari 2019 werd de gemeente opgeheven en ging samen met Zevenaar. De toren van Rijnwaarden werd opgenomen in het nieuwe wapen van Zevenaar.

## Verwante wapens

Wapen van Herwen en Aerdt
Wapen van Pannerden
Wapen van Zevenaar

Aalst · 
Ammerzoden · 
Angerlo · 
Appeltern · 
Batenburg · 
Beesd · 
Beltrum · 
Bemmel · 
Bergharen · 
Bergh · 
Beusichem · 
Borculo · 
Brakel · 
Buurmalsen · 
Deil · 
Didam · 
Dinxperlo · 
Dodewaard ·
Doornspijk ·
Dreumel ·
Driel ·
Echteld ·
Eibergen ·
Elst ·
Est en Opijnen ·
Everdingen ·
Ewijk ·
Gameren ·
Geesteren · 
Geldermalsen · 
Gendringen · 
Gendt ·
Groenlo ·
Groesbeek ·  
Haaften ·
Hedel ·
's-Heerenberg ·
Heerewaarden ·
Hemmen ·
Hengelo ·
Herwen en Aerdt ·
Herwijnen ·
Heteren ·
Heukelum ·
Hoevelaken ·
Horssen ·
Huissen ·
Hummelo en Keppel ·
Hurwenen  ·
Kerkwijk ·
Keppel ·
Kesteren ·
Laren · 
Lichtenvoorde ·
Lienden ·
Lingewaal · 
Maurik ·
Millingen aan de Rijn ·
Nederhemert ·
Neede ·
Neerijnen ·
Netterden ·
Niftrik ·
Nijbroek ·
Ophemert ·
Overasselt ·
Pannerden ·
Poederoijen · 
Renkum ·
Rijnwaarden ·
Rossum ·
Ruurlo ·
Steenderen ·
Terborg ·
Twello ·
Ubbergen ·
Valburg ·
Varik ·
Vorden ·
Vuren ·
Waardenburg ·
Wadenoijen ·
Wamel ·
Wehl ·   
Warnsveld ·
Wisch ·
Zeddam ·
Zelhem ·
Zoelen ·
Zuilichem 

Dorps-, heerlijkheids- en stadswapens: 

Acquoy 
· Baak 
· Barlham 
· Bredevoort 
· Doreweerd 
· Elden
· Enspijk 
· Gellicum 
· Groessen 
· Hakfort 
· Hellouw 
· IJzendoorn 
· Kell  
· Lede en Oudewaard 
· Lichtenberg 
· Loil 
· Maasbommel 
· Meijnerswijk 
· Meteren 
· Middagten 
· Rhenoy 
. Rumpt
· Tricht 
· Verwolde 
· Wildenborch